# Atotongo
Atotongo är en ort i Mexiko.   Den ligger i kommunen Pedro Ascencio Alquisiras och delstaten Guerrero, i den södra delen av landet, 120 km sydväst om huvudstaden Mexico City. Atotongo ligger 1 885 meter över havet och antalet invånare är 126.
Terrängen runt Atotongo är lite bergig. Runt Atotongo är det ganska glesbefolkat, med 35 invånare per kvadratkilometer. Närmaste större samhälle är Ixcateopan de Cuauhtémoc, 5,1 km söder om Atotongo. I omgivningarna runt Atotongo växer huvudsakligen savannskog.